# Pittsfield (Maine)
Pittsfield – miasto w Stanach Zjednoczonych, w stanie Maine, w hrabstwie Somerset.